# Eric Drexler

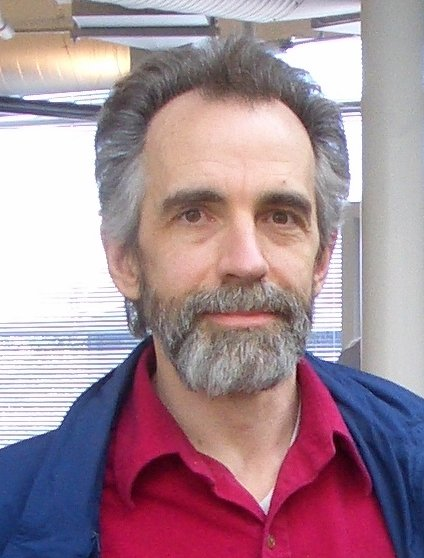
Eric Drexler in 2007

Kim Eric Drexler (Alameda, 25 april 1955) is een Amerikaans wetenschapper. Hij wordt beschouwd als de 'peetoom' der moleculaire nanotechnologie.
Hij studeerde af aan het MIT (Massachusetts Institute of Technology) en kreeg later als eerste een doctoraat in de moleculaire nanotechnologie.  Samen met zijn vrouw Christine Peterson stichtte hij het Foresight Institute, dat tot doel heeft de inspanningen ter ontwikkeling van de technologie te bevorderen.

## Boeken en artikels over Eric Drexler
- Nano: The Emerging Science of Nanotechnology von Ed Regis
- "The Creator": Interview met Eric Drexler door Michael Berry
- "The Incredible Shrinking World of Eric Drexler": Red Herring Interview door Anthony B. Perkins